# راغب (اسم)
راغب هو اسم علم مذكر من أصل عربي، ومعناه هو المحب الآمل المريد والراغب كذلك العطاء الكثير.

## شخصيات تحمل الاسم
- راغب السرجاني (1964[3] – )
- راغب العثماني
- راغب النشاشيبي (سياسي أردني، 1881 – 1951[4])
- راغب حرب (سياسي لبناني، 1952[5] – 16 فبراير 1984)
- راغب دويدار (10 يناير 1927 – 27 يوليو 2016)
- راغب علامة (مغني لبناني، 7 يونيو 1962 – )
- راغب عياد (فبراير 1882 – 1982)
- راغب مصطفى غلوش (5 يوليو 1938 – 4 فبراير 2016)
- راغب مفتاح (عالم موسيقى مصري، 21 ديسمبر 1898 – 16 يونيو 2001)

## وصلات خارجية
- موسوعة السلطان قابوس لأسماء العرب نسخة محفوظة 5 أبريل 2019 على موقع واي باك مشين.